# اندريا كابونيي
اندريا كابونيي (بالإيطالية: Andrea Capone)‏ (8 يناير 1981 بكالياري في إيطاليا - ) هو لاعب كرة قدم إيطالي في مركز الوسط. شارك مع منتخب إيطاليا تحت 20 سنة لكرة القدم. أما مع النوادي، فقد لعب مع نادي تريفيزو ونادي ساليرنيتانا ونادي فيتشينزا ونادي كالياري وASD GC Sora ‏ ونادي غروسيتو.

## روابط خارجية
- اندريا كابونيي على موقع قاعدة بيانات كرة القدم.إي يو (الإنجليزية)
- اندريا كابونيي على موقع عالم كرة القدم.نت (الإنجليزية)